# Eristalinus riki
Eristalinus riki är en tvåvingeart som beskrevs av Violovitsh 1957. Eristalinus riki ingår i släktet slamflugor, och familjen blomflugor. Inga underarter finns listade i Catalogue of Life.